# Râul Dobric
Râul Dobric este un curs de apă, afluent al râului Ilișua. 